# Gökänka
Gökänka (Anomalospiza imberbis) är en fågel i familjen änkor inom ordningen tättingar.

## Utseende och levnadssätt
Den adulta hanen är övervägande gul och grön medan honan är sandfärgad med mörka streck. Den är häckningsparasit och lägger sina ägg i andra fågelarters bon.

## Utbredcning och systematik
Gökänkan placeras som enda art i släktet Anomalospiza. Arten förekommer på gräsmark i Afrika, söder om Sahara. Den behandlas antingen som monotypisk eller delas in i två underarter med följande utbredning:
- A. i. imberbis – förekommer från Etiopien, genom Östafrika, södra Demokratiska republiken Kongo och södra Centralafrika och till Sydafrika
- A. i. butleri – förekommer fläckvist från Gambia söderut till Sierra Leone och vidare österut till Sydsudan och nordöstra Demokratiska republiken Kongo

Tidigare placerades den, liksom övriga arter i familjen änkor, i familjen vävare. 

## Status
Arten har ett stort utbredningsområde och beståndet anses stabilt. Internationella naturvårdsunionen IUCN listar den därför som livskraftig (LC).